# Edward Browne

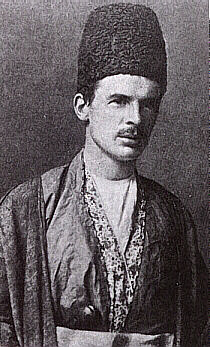
Edward Browne

Edward Granville Browne, född 7 februari 1862 på godset Stouts Hill utanför Uley i Gloucestershire, död 5 januari 1926 i Cambridge, var en brittisk iranist och orientalist som publicerade flera artiklar och böcker, främst rörande Irans historia och persisk litteratur. Han är framförallt berömd för sin A Literary History of Persia som utgavs i fyra band 1902–1926. 
Browne var professor i arabiska vid University of Cambridge från 1902. Han deltog i Irans konstitutionella revolution 1906 till stöd för demokrati och räknas som en av 1900-talets främsta iranofiler.

## Verk (i urval)
- Browne, Edward Granville (1997). A Literary History of Persia (4 volumes). Bethesda, MD: Ibex Publishers. ISBN 093634766X

- A Year amongst the Persians - Impressions as to the life, character and thought of Persia.
- The Persian Revolution of 1905-1909.